# コンコルディア・サジッターリア
コンコルディア・サジッターリア（伊: Concordia Sagittaria）は、イタリア共和国ヴェネト州ヴェネツィア県にある、人口約10,000人の基礎自治体（コムーネ）。

## 地理

### 位置・広がり

#### 隣接コムーネ
隣接するコムーネは以下の通り。
- カオルレ
- ポルトグルアーロ
- サント・スティーノ・ディ・リヴェンツァ

### 気候分類・地震分類
気候分類では、zona E, 2649 GGに分類される。
また、イタリアの地震リスク階級 (it) では、zona 3 (sismicità bassa) に分類される。

## 行政

### 分離集落
コンコルディア・サジッターリアには、以下の分離集落（フラツィオーネ）がある。
- Cavanella, Paludetto, Sindacale, Teson

## 歴史
紀元前42年にローマ人によって、アンニア街道とポストゥミア街道の交差するこの地にIulia Concordiaとして作られた。452年にアッティラにより破壊された。

## 観光
- ローマ橋の遺跡 (2-3世紀)
- Trichora Martyrium（イタリア語版） (350年)
- コンコルディアの洗礼堂（イタリア語版） (11世紀)
- サン・ステーファノ聖堂（イタリア語版） (1466年)
- 司教の宮殿 (15世紀)